# عمرو بن جابر (جني)
عَمْرو بن جابر الجِنِّي ويقال أيضاً عمرو بن طارق هو أحد من وفد على النبي محمد من الجن.

## نبذة وأقوال عنه
روى عَبْدُ اللهِ بْنُ أَحْمَدَ في «زَوَائِدِ المسْنَدِ»، وَالبَاوَرْدِيُّ، والحَاكِمُ، والطَّبَرَانِيُّ، وابن مَرْدُوَيْه فِي التفسير، مِن طريق مسلم بن قُتيبة، حدثنَا عمرو بن نَبْهَان، حدثنا سلام أبُو عِيْسَى، حدثنا صفوان بن المُعَطّل، قال: «خرجنا حجَّاجًا، فلما كنا بالعرج إذا نحن بحية تضطرب، فلم تلبث أنْ ماتت، فأخرج رجلٌ منا خِرْقة من عَيْبَةٍ له فكفنها وحفر لها ودفنها، فإنّا بـالمسجد الحرام إذ وقف علينا شخصٌ، فقال: أيكم صاحب عمرو بن جابر؟ قلنا: ما نعرِفه. قال: إنه الجان الذي دفنتم، فجزاكم اللهُ خيرًا؛ أمَا إنه كان آخر التسعة الذين أَتَوْا رسولُ الله ﷺ يستمعون القرآن ـــ مَوْتًا».
وروى الحكيم التّرمذيّ في نوادره، من طريق سفيان، عن أبي إسحاق، عن ثابت بن قطبة الثقفي، قال: «جاء رجل إلى عبد اللَّه بن مسعود، فقال: إنا كنا في سفر فمررنا بحية مقتولة في دمها، فواريناها، فلما نزلنا أتانا نسوة أو أناس، فقال: أيكم صاحب عمرو؟
قلنا: من عمرو؟ قال: الحية التي دفنتم، أما إنه من النفر الذين استمعوا من رسول اللَّه صلى اللَّه عليه وسلّم القرآن. قلنا: ما شأنه؟ قال: كان حيان من الجن مسلمين ومشركين فاقتتلوا فقتل.»
نقل كمال الدين الدميري في مصنفه حياة الحيوان الكبرى، عن ابن عمر قال: «كنت عند أمير المؤمنين عثمان - رضي الله عنه - إذ جاءه رجل، فقال: ألا أحدثك بعجيب يا أمير المؤمنين؟ قال: بلى. قال: بينا أنا بفلاة من الأرض، لقيت عصابتين قد التقتا، ثم افترقتا. قال: فجئت معتركهما، فإذا من الحيات شيء ما رأيت مثله قط، وإذا ريح المسك أجده من حية منها صفراء دقيقة، فظننت أن تلك الرائحة لخير فيها، فأخذتها، ولففتها في عمامتي، ثم دفنتها. فبينما أنا أمشي، إذ أنا بمناد ينادي: هداك الله، إن هذين حيان من الجن، كان بينهما قتال، فاستشهدت الحية التي دفنتها، وهو من الذين استمعوا الوحي من رسول الله - صلى الله عليه وسلم -.»
روى أَحْمَد بْن سَعِيد بْن أَبِي مريم، عَنْ عثمان بْن صالح، عَنْ عَمْرو الجني، قَالَ: كنت عند النَّبِيّ صَلَّى اللَّهُ عَلَيْهِ وَسَلَّمَ فقرأ سورة النجم، فسجد وسجدت معه.
وقَالَ عثمان بْن صالح الْمَصْرِيّ: رَأَيْت عَمْرو بن طارق الجني، فقلت: هَلْ رَأَيْت رَسُول اللَّه صَلَّى اللَّهُ عَلَيْهِ وَسَلَّمَ قَالَ: نعم، وبايعته، وأسلمت وصليت خلفه الصبح، وقرأ سورة الحج فسجد فيها سجدتين.